# Veli-Matti Savinainen
Veli-Matti Savinainen (ur. 5 stycznia 1986 w Espoo) – fiński hokeista, reprezentant Finlandii, olimpijczyk.

## Kariera
- Blues U16 (2001-2002)
- FoPS U20 (2002-2005)
- FPS (2005-2007)
- Ässät (2007-2013)
  -  KooKoo (2008)
- Jugra Chanty-Mansyjsk (2013-2014)
- Leksands IF (2014)
- Torpedo Niżny Nowogród (2014-2015)
- Tappara (2015-2017)
- Jugra Chanty-Mansyjsk (2017-2018)
- Kunlun Red Star (2018-2019)
- Jokerit (2019-2022)
- Tappara (2022-)

Wychowanek klubu EKS. Od listopada 2007 zawodnik klubu Ässät. W listopadzie 2011 przedłużył kontrakt o dwa lata. Zawodnikiem klubu był do końca czerwca 2013. Od lipca 2013 do lipca 2014 w klubie Jugra Chanty-Mansyjsk, związany dwuletnim kontraktem. Od sierpnia do listopada 2014 zawodnik Leksands IF. Od końca listopada 2014 zawodnik Torpedo Niżny Nowogród. Wraz z końcem kwietnia 2015 i wygaśnięciem kontraktu odszedł z klubu. Od lipca 2015 zawodnik Tappara. Od czerwca 2017 ponownie zawodnik Jugry. Od maja 2018 zawodnik chińskiego klubu Kunlun Red Star. W maju 2019 przeszedł do Jokeritu. Po wycofaniu się Jokeritu z KHL w sezonie 2021/2022 pod koniec lutego 2022 został ponownie graczem Tappary.
Uczestniczył na turniejach mistrzostw świata edycji 2013, 2014, 2017, 2018, 2019 oraz zimowych igrzysk olimpijskich 2018.

## Sukcesy
Reprezentacyjne
- Srebrny medal mistrzostw świata: 2014
- Złoty medal mistrzostw świata: 2019

Klubowe
- Złoty medal mistrzostw Finlandii: 2013 z Ässät, 2017, 2022 z Tappara
- Finał Hokejowej Ligi Mistrzów: 2022 z Tappara

Indywidualne
- Liiga (2016/2017):
  - Pierwsze miejsce w klasyfikacji strzelców w sezonie zasadniczym: 30 goli[14] (Trofeum Aarnego Honkavaary)
  - Drugie miejsce w klasyfikacji kanadyjskiej w sezonie zasadniczym: 56 punktów[15]
  - Siódme miejsce w klasyfikacji strzelców w fazie play-off: 5 goli[16]
  - Czwarte miejsce w klasyfikacji kanadyjskiej w fazie play-off: 11 punktów[17]
  - Skład gwiazd sezonu
- Mistrzostwa Świata w Hokeju na Lodzie 2017/Elita:
  - Jeden z trzech najlepszych zawodników reprezentacji w turnieju[18]
- Liiga (2021/2022):
  - Trzecie miejsce w klasyfikacji strzelców w fazie play-off: 8 goli[19]